# Boumedyen Bensaber
Boumedyen Diden Bensaber, né le 18 juillet 1991 en Algérie, est un joueur franco-algérien international de futsal.
Arrivé enfant à Saint-Herblain, Diden débute le football au SH olympic club où il fait toute sa formation. Après un passage à l' ACM Nantes Nord, il intègre le Nantes Erdre en première division de futsal. Il s'y intègre rapidement et participe à la place en milieu de tableau durant deux saisons. En 2016, il rejoint le Nantes Bela avec qui il est champion de Division 2. Les deux clubs fusionnent alors et Diden reste fidèle au nouveau Nantes Métropole Futsal. 
International français fin 2015 lors des qualifications pour la Coupe du monde 2016, il intègre l'équipe d'Algérie de futsal à sa création en 2019.

## Biographie
Diden Bensaber nait en Algérie. Il arrive dans la région de Nantes à six ans et vit à Saint-Herblain.

### En club
Diden Bensaber débute le football au Saint-Herblain Olympic Club (SHOC) où il passe par toutes les catégories jeunes et reste jusqu'à ses vingt ans. Bensaber rejoint ensuite l'Association culturelle et musulmane de Nantes Nord (ACMNN).
En 2014, Boumedyen Bensaber rejoint le Nantes Erdre Futsal en Division 1. Il acquiert progressivement du temps de jeu jusqu'à devenir un cadre de l'effectif et être appelé en équipe de France fin 2015.
Pour la saison 2016-2017, Diden rejoint le second club nantais, Nantes Bela Futsal, bien que le NEF cherche à le retenir. Le club est champion de Division 2,. 
En 2017, les deux clubs, Nantes Erdre et Bela, fusionnent et donnent le Nantes Métropole Futsal. Dès septembre 2017, Bensaber inscrit un triplé lors de la deuxième journée de D1 à Toulouse (2-5). En 2018, il est écarté des terrains pendant huit mois à cause d'une blessure à la cheville, dont il se faire opérer en juin 2018 suivit de trois de rééducation.

### En équipe nationale
En octobre 2015, Boumedyen Bensaber est retenu en équipe de France pour le tour préliminaire de la Coupe du monde 2016, face à Malte, l’Albanie et la Lituanie,. Diden marque contre Malte (8-2). Le mois suivant, il est sélectionné pour une double confrontation amicale face au Monténégro, à Borgo. Puis il fait partie du groupe pour le tour principal qualificatif du Mondial en République tchèque en décembre.
Boumedyen Bensaber totalise six sélections et un but en équipe de France de futsal,,. 
En août 2019, Diden fait partie du premier stage de l'équipe d'Algérie de futsal dirigé par Nordine Benamrouche à la suite de la création de celle-ci. Déjà appelé en équipe de France, Diden a alors le choix d’évoluer sous le maillot vert et blanc ou de rester à disposition de la FFF, puisque la sélection algérienne n’existait pas lors de ses matchs en Bleu.
En octobre, il est retenu parmi les Fenecs pour le premier match officiel de la sélection à Alger contre la Libye en éliminatoire de la CAN 2020. Après une première défaite (2-5), l'Algérie perd aussi au retour (7-4) dont Bensaber est expulsé.

## Palmarès
Pour la saison 2016-2017, Diden rejoint le second club nantais, le Nantes Bela Futsal. Le club est champion de Division 2,.
- Coupe de France (1)
  - Vainqueur : 2022

- Division 2 (1)
  - Champion : 2017 (Nantes-Bela)